# ギョイチャイ県
ギョイチャイ県(ギョイチャイけん、Göyçay)はアゼルバイジャン中央部のアラン経済地区の県。

県都はギョイチャイ。
2011年の人口は11万1400人。
柘榴が特産品。県内を流れるギョイチャイ川が名前の由来である。ギョイチャイはアゼルバイジャン語で「青い川」を意味する。

## 地理
ギョイチャイは大コーカサス山脈のシルヴァン谷に位置する。南北25km、東西40kmに広がり、面積は736km2である。県都のギョイチャイは首都バクーから226km、ウジャル駅から18km離れている。
北から時計回りに
- ガバラ県（英語版）
- イスマイル県（英語版）
- キュルダミル県
- ウジャル県（英語版）
- アグダシュ県

に接する。

ボズナグ・カラマリャム山脈と平野から成る。
ギョイチャイ川とユカリ・シルヴァン川が建設資材の川石や軟砂、粘土をもたらす。

## 歴史
1859年、1858年シェマハ地震によって多くの住民が西のギョイチャイに移動し村を作った。
1867年12月、ロシア帝国はギョイチャイをバクー県に編入した。
1930年8月8日、アゼルバイジャン・ソビエト社会主義共和国がギョイチャイ県を設置した。